# Baaissa Babelhadj
 (juillet 2018).
Baaissa Babelhadj est un vétérinaire algérien qui a découvert l'encéphalopathie spongiforme du dromadaire, ou maladie du dromadaire fou (proche de la maladie de la vache folle).
Il travaille dans le laboratoire de protection des écosystèmes en zones arides et semi-arides à l'Université Kasdi Merbah de Ouargla en Algérie.
Les principaux centres d'intérêt de ce chercheur comprennent l'étude des maladies infectieuses et la performance de l'élevage des dromadaires.

## Ses travaux
- Participant à la recherche Ability of gastric enzyme extract of adult camel to clot bovine milk[2]
- Participant à la recherche Fatty acids profile of the dromedary hump fat in Algeria (2015)[3]
- Participant à la recherche Impact of natural vegetation on some biochemical parameters of the Arabian camel (Camelus dromedarius) in Algeria (2016)[4]
- Approche morphozoométrique de chamelles (Camelus dromedarius L.) des populations algériennes Sahraoui et Targui (2017)[5]